# King of the Ants
King of the Ants è un film horror del 2003 diretto da Stuart Gordon, ispirato da un racconto dello scrittore Charlie Higson.